# S&M (曲)
「S&M」（エス・アンド・エム）はバルバドスのレコーディングアーティストリアーナの楽曲。5枚目のスタジオ・アルバム『ラウド』から4枚目のシングルとして2011年1月21日にデフ・ジャム・レコードより発売された。
ミケル・S.エリクセン、トーア・エリック・ヘルマンセン、サンディー・ウィルヘイム、エスター・ディーンによって書かれ、スターゲイトとサンディー・ヴィーによってプロデュースされた。音楽的にはユーロダンス、エレクトロ、ダンス・ポップで、歌詞はりアーナがある楽しみを宣言する内容になっている。
「S&M」は批評家から様々な評価を受けた。歌はこれまでに、12カ国以上で上位10位に入っている。ニュージーランドで最高2位、アメリカ合衆国で1位、イギリスで3位、全英R&Bチャートとオーストラリアのチャートで最高1位を記録。「S&M」のミュージックビデオはメリーナ・マツオウカが監督を務めた。リアーナを傷つけた報道機関の記者らを罰する内容で、ゴシップブロガーのペレス・ヒルトンも出演している。この曲は数カ国で放送禁止になった。その一方で、夜間のみ放送を許可した国もあった。イギリスでは内容が猥褻だと判断され、昼間は再編集された上、「S&M(カモン)」と題名を変えて放送された。リアーナは2011年ブリット・アワードでこの曲を披露した。

## 背景
アルバム発売前の2010年11月5日に、他のアルバム収録曲と共にオンライン上に音源が流出した。リアーナはラジオ番組『エルビス・ディランとモーニングショー』とのインタビューで、彼女のファンが「S&M」と「チアーズ (ドリンク・トゥ・ザット)」の2つのどちらかをアルバムからの次のシングルとして発表して欲しいと願っていたと明かし、結果、前者を選んだと述べた。2011年1月17日にラッパーのJ・コールがリミックスをオンライン上に発表した。「S&M」は2011年1月25日にアメリカ合衆国のTop 40/Mainstream and rhythmic radiosで初公開された。

## ミュージックビデオ

### 背景とコンセプト
監督は過去にリアーナの「ハード」「ロックスター101」を手がけたメリーナ・マツオウカが務めた。リアーナも共同監督を務め、多くの概念とショットを提案した。撮影は2011年1月15日にロサンゼルスで行われた。マツオウカは『Billboard.com』とのインタビューで、ビデオについて「サドマゾヒストとプレスとの関係・・・・・・それは多くの鞭と鎖についてではない」と明かした。更に「それは優雅で、カラフルでもあって、ポピーでもある。彼女はポップアートが好きで、そういう物を造りたがっていた」と述べた。イメージの多くは写真家のデビッド・ラシャペルの作品を思い起こさせる。2011年1月27日に38秒のティーザー映像がYouTubeに公開され、2月1日にVEVOに完全なビデオが公開された。

### 内容
ビデオは無理やり会見場に連れ込まれるリアーナの映像で始まる。リアーナは会場に着くとすぐにラップに包まれてしまう。リアーナが歌い始めると、ボールギャグを付けた記者らがノートにメモをとる。記者会見の場面から、野外の場面に切り替わる。そこでリアーナはクリーム色のラテックスガウンを着ている。そして、綱で繋がれたゴシップブロガーペレス・ヒルトンと歩く。次に、リアーナがピンク色のボディラテックスを着て、記者が鞭で打たれて苦しむ場面なる。それからリアーナはプレイボーイバニーの格好になる。その間、プロジェクターで新聞の見出しが投影されている。次に再び記者会見の場面になり、リポーターが彼女を取り囲み、写真を撮る。それからリアーナは編集室に現れて、机の上に乗る。それからリアーナがバナナやイチゴ、宝石で飾られたアイスクリームを食べる場面になる。ビデオは、リアーナが目にスマイルマーク、口にローリングストーンズのロゴマークを乗せられて終わる。

## 規格と収録内容
- デジタル・ダウンロード[11]

1. S&M (カモン) - 4:03

- デジタル・ダウンロード - リミックス[12]

1. S&M (デイヴ・オーディ ) – 3:50
2. S&M (ジョー・ベルムデス チコラジオ) – 3:49
3. S&M (シドニー・サムソン ラジオ) – 3:19
4. S&M (デイヴ・オーディ クラブ) – 7:28
5. S&M (ジョー・ベルムデス チコクラブ) – 5:17
6. S&M (シドニー・サムソン クラブ) – 6:50
7. S&M (デイヴ・オーディ ダブ) – 6:29
8. S&M (ジョー・ベルムデス チコダブ) – 5:17
9. S&M (シドニー・サムソン ダブ) – 6:50

- ドイツCDシングル[13]

1. S&M (アルバム版) – 4:04
2. S&M (シドニー・サムソン ラジオリミックス) – 3:18

- デジタル・ダウンロード - リミックスシングル[14]

1. S&M (リミックスfeat.ブリトニー・スピアーズ) – 4:17

## チャート
| チャート（2010〜2011年）         | 最高順位 |
| -------------------------------- | -------- |
| アメリカ（Billboard Hot 100）    | 1        |
| イギリス（全英シングルチャート） | 3        |

## 発売日一覧
| 地域           | 発売日        | 規格                                 | レーベル               |
| -------------- | ------------- | ------------------------------------ | ---------------------- |
| アメリカ合衆国 | 2011年1月21日 | デジタル・リミックス(masterbeat.com) | デフ・ジャム           |
| アメリカ合衆国 | 2011年1月25日 | メインストリーム、リズムラジオ       | デフ・ジャム           |
| アメリカ合衆国 | 2011年2月8日  | デジタル・リミックス                 | デフ・ジャム           |
| イギリス       | 2011年2月11日 | デジタル・ダウンロード               | マーキュリー・レコード |
| ドイツ         | 2011年3月18日 | CDシングル                           | マーキュリー・レコード |